# Pendung Hilir (Sitinjau Laut)
Pendung Hilir is een bestuurslaag in het regentschap Kerinci van de provincie Jambi, Indonesië. Pendung Hilir telt 468 inwoners (volkstelling 2010).